# Krollsplint
Krollsplint (från tyskans krollen, "rulla ihop sig") är bladfibrerna från dvärgpalm, som används i traditionellt stoppade möbler som grundstoppning under taglet, som kallas överstoppning. Förr användes krollsplint även som stoppning i madrasser.
Krollsplint framställs genom att bladfibrerna torkas, rensas och "spinns" (hopvrids till flätor) i likhet med tagel, eller packas i balar för transport. Algeriet var en stor producent. Krollsplint är till färgen brunaktigt grågrön. Krollsplint som inte är desinficerad innehåller ofta kvalster, vilket riskerade att spridas som ohyra i bostäderna förr. Nuförtiden är det fortfarande vanligt förekommande i möbler utan att sprida ohyra.
Ett material med liknande användning är träull.